# Борисовка (Торопецкий район)
Борисовка — деревня в Торопецком районе Тверской области России. Входит в состав Скворцовского сельского поселения.

## География
Деревня расположена в 25 км (по автодороге — 36 км) к юго-западу от районного центра Торопец. Ближайший населённый пункт — деревня Орешенки.

## Климат
Деревня, как и весь район, относится к умеренному поясу северного полушария и находится в области переходного климата от океанического к материковому. Лето с температурным режимом +15…+20 °С (днём +20…+25 °С), зима умеренно-морозная −10…−15 °С; при вторжении арктического воздуха до −30…-40 °С.
Среднегодовая скорость ветра 3,5—4,2 метра в секунду.

## Население
| 2010 |
| ---- |
| 0    |